# Вольфганг Рікеберг
Вольфганг Рікеберг (нім. Wolfgang Riekeberg; 14 жовтня 1918, Пайне — 26 квітня 1945, Норвезьке море) — німецький офіцер-підводник, капітан-лейтенант крігсмаріне.

## Біографія
3 квітня 1937 року вступив на флот. 2 квітня 1939 року направлений на навчання на важкий крейсер «Адмірал граф Шпее», після завершення якого був призначений артилерійським офіцером. Після потоплення крейсера 18 грудня 1939 року був інтернований владою Уругваю. В липні 1940 року повернувся в Німеччину. З березня по 27 вересня 1942 року — артилерійський офіцер на допоміжному крейсері «Штір», з грудня 1942 року — «Ганза». З 10 травня по 7 липня 1943 року пройшов курс підводника, 8-15 листопада — курс керманича, з 16 листопада 1943 по 4 січня 1944 року — командира підводного човна. З 25 березня по 16 вересня 1944 року — командир підводного човна U-1054, з 1 жовтня 1944 року — U-637, на якому здійснив 3 походи (разом 63 дні в морі). 24 грудня 1944 року потопив радянський патрульний катер БМО-594 водотоннажністю 39 тонн. Застрелився після важких поранень в обличчя, які отримав під час атаки двох норвезьких торпедних катерів на U-637.

## Звання
- Кандидат в офіцери (3 квітня 1937)
- Морський кадет (21 вересня 1937)
- Фенріх-цур-зее (1 травня 1938)
- Оберфенріх-цур-зее (1 липня 1939)
- Лейтенант-цур-зее (1 серпня 1939)
- Оберлейтенант-цур-зее (1 вересня 1941)
- Капітан-лейтенант (1 квітня 1944)

## Нагороди
- Залізний хрест
  - 2-го класу (19 листопада 1940)
  - 1-го класу (3 листопада 1942)
- Нагрудний знак флоту (15 липня 1941)
- Нагрудний знак допоміжного крейсера (3 листопада 1942)